# Rainer Galla
Rainer Herbert Galla (* 23. September 1961 in Gelsenkirchen) ist ein deutscher Volljurist und Politiker (AfD). Seit 2025 ist er Mitglied des Deutschen Bundestages als direkt gewählter Abgeordneter des Wahlkreises Frankfurt (Oder) – Oder-Spree.

## Leben
Rainer Galla ist in Gelsenkirchen aufgewachsen. Nach Abitur und Grundwehrdienst arbeitete er 15 Jahre im Polizeivollzugsdienst in Nordrhein-Westfalen und Bayern, sowohl im mittleren wie im gehobenen Dienst. Nach eigenen Angaben erreichte er den Dienstgrad eines Polizeihauptkommissars.
Daneben studierte er Jura und wurde schließlich Volljurist. Seither war er insgesamt mehr als zehn Jahre als Rechtsanwalt tätig. Vor 2019 arbeitete er 2½ Jahre für die Zentrale Ausländerbehörde Oberbayern.
Galla ist seit Anfang 2019 als Rechtsassessor in Berlin für die AfD-Bundestagsfraktion im Arbeitskreis Recht tätig.
In zweiter Ehe ist Galla mit der AfD-Politikerin Kathleen Muxel verheiratet; das Paar lebt im Ortsteil Spreetal der Gemeinde Grünheide (Mark). Aus erster Ehe hat Galla drei erwachsene Kinder.

## Politische Tätigkeiten
Galla ist nach eigenen Angaben seit Anfang 2020 Mitglied der Partei Alternative für Deutschland (AfD).
Bei der Bürgermeisterwahl 2021 in Tauche kandidierte Galla erfolglos. Mit 4,0 Prozent der gültigen Stimmen unterlag er deutlich der parteilosen Stephanie Erdmann, die 56,2 Prozent erreichte.
Galla kandidierte 2023 für das Amt des Landrats im Landkreis Oder-Spree und gewann knapp den 1. Wahlgang. Bei der anschließenden Stichwahl am 14. Mai 2023 erhielt er 47,6 Prozent der gültigen Stimmen; zum neuen Landrat wurde Frank Steffen (SPD) mit 52,4 Prozent gewählt. Die Wahl fand bundesweite Beachtung, da Galla Chancen eingeräumt wurden, der erste AfD-Landrat in Deutschland zu werden, während gleichzeitig der AfD-Landesverband als Verdachtsfall einer rechtsextremen Bewegung unter Beobachtung des Brandenburger Verfassungsschutzes stand (und noch immer steht).
Bei der Landtagswahl 2024 kandidierte Galla im Wahlkreis Märkisch-Oderland I/Oder-Spree IV und erhielt zweitplatziert 28,4 Prozent der Erststimmen; das Direktmandat errang Jörg Vogelsänger (SPD) mit 32,7 Prozent. Da Galla nicht über AfD-Landesliste abgesichert war, verpasste er den Einzug in den Landtag.
Im Februar 2025 wurde Galla im Wahlkreis 63 (Frankfurt (Oder) – Oder-Spree) in den Deutschen Bundestag gewählt. Mit 38,2 Prozent der Erststimmen und großem Vorsprung auf den zweitplatzierten SPD-Kandidaten Mathias Papendieck (20,8 Prozent) errang er das Direktmandat für die AfD.